# Vật tự thể
Vật tự thể hoặc Vật tự thân - được dịch từ thuật ngữ gốc Đức là Das Ding an sich - vốn là một cách lập khái niệm của triết gia Immanuel Kant và với nó, ông chỉ đến một hiện hữu (ein Seiendes) tồn tại không tuỳ thuộc vào sự kiện là nó được một chủ thể (Subjekt) cảm nhận và qua đó, trở thành một đối tượng (Objekt) cho chủ thể đó.

## Lịch sử khái niệm
Từ khi Aristotle đề xuất những phạm trù thì giới triết học kinh viện châu Âu phân biệt giữa trường hợp một sự việc (Sache) có được vì những hoàn cảnh ngẫu nhiên bên ngoài (Akzidenz) và có sẵn trong "bản thân" (per se), nghĩa là có sẵn vì một điểm tất yếu nội tại. Phần "tự thể", an sich, của khái niệm là cách dịch của từ kath´auto của tiếng Hi Lạp hoặc từ per se của tiếng Latinh. Nó chỉ đến cái mà một hiện hữu có sẵn như một "bản tính". Khái niệm "tự thể" được đưa vào ngôn ngữ triết học Đức trong thế kỉ 18. Kant dùng cách dịch "an sich" của Alexander Gottlieb Baumgarten và dùng nó với nghĩa thông thường trong các luận văn của mình. Trong phạm vi Triết học siêu việt (Transzendentalphilosophie) của mình, Kant mở rộng ý nghĩa của "tự thể" thành một terminus technicus bằng thêm vào từ "vật" (Ding), thành một "vật tự thể".

## Giải thích khái niệm
Theo Kant, một vật tự thể không có các hình thức tri thức của chủ thể, ví dụ như không gian và thời gian. Đối với Kant, khái niệm "vật tự thể" chỉ được dùng với nghĩa siêu việt. Và đây cũng là một lời phê bình trọng đại dành cho Siêu hình học: Khoa này chuyển đến đối tượng (Objekt) những hình thức nhận thức của chủ thể một cách bất hợp lệ.
Trong Prolegomena § 13, Ghi chú II, Kant miêu tả khái niệm vật tự thể để phân biệt rõ lập trường của mình với chủ nghĩa duy tâm:
| Ich dagegen sage: es sind uns Dinge als außer uns befindliche Gegenstände unserer Sinne gegeben, allein von dem, was sie an sich selbst sein mögen, wissen wir nichts, sondern kennen nur ihre Erscheinungen, d. i. die Vorstellungen, die sie in uns wirken, indem sie unsere Sinne affizieren. Demnach gestehe ich allerdings, daß es außer uns Körper gebe, d. i. Dinge, die, obzwar nach dem, was sie an sich selbst sein mögen, uns gänzlich unbekannt, wir durch die Vorstellungen kennen, welche ihr Einfluß auf unsre Sinnlichkeit uns verschafft, und denen wir die Benennung eines Körpers geben, welches Wort also bloß die Erscheinung jenes uns unbekannten, aber nichtsdestoweniger wirklichen Gegenstandes bedeutet. Kann man dieses wohl Idealismus nennen? Es ist ja gerade das Gegenteil davon. (Kant, Prolegomena (1783), S.62-63.) | Tôi lại nói rằng: Có những vật nằm ngoài chúng ta như những đối tượng của các giác quan; chúng ta không biết được gì về việc chúng có khả năng tự thể là gì, mà chỉ biết được các hiện tượng của chúng, có nghĩa là các ý tưởng chúng gây ra trong chúng ta bằng cách kích động các giác quan của chúng ta. Tuy nhiên, qua đó thì tôi thừa nhận việc có các sắc tướng bên ngoài, nghĩa là có những vật mà chúng ta nhận thức được qua các ý tưởng mặc dù chúng ta hoàn toàn không biết được tự chúng nó có thể là gì. Các ý tưởng giúp chúng ta hiểu được bằng cách ảnh hưởng đến cảm quan của chúng ta, và chúng ta đặt cho chúng một tên gọi của một vật - một từ chỉ đơn thuần chỉ sự trình hiện của đối tượng mà chúng ta không biết, nhưng nó hoàn toàn không vì vậy mà không có thực. Ta có thể gọi đó là chủ nghĩa duy tâm? Đây chính là điểm đối lập". |

Trong bản dịch Phê phán lý tính thuần tuý, Bùi Văn Nam Sơn đưa ra lời một giải thích khái niệm "vật tự thể" của Kant rất mạch lạc (ông gọi là "vật tự thân"):
Một ví dụ đơn giản giúp ta dễ hiểu hơn. Với kiến thức ít ỏi về thiên văn học, ta dùng một kính viễn vọng nhìn lên bầu trời. Thoạt đầu chỉ thấy một vật tròn xanh nhạt có một vòng đai chung quanh rất lạ mắt. Khá hơn một chút, ta biết hình tròn ấy là một ngôi sao, rồi dần dần ta nhận ra đó là một hành tinh với tên gọi Sao Thổ. Nhà thiên văn tài giỏi phát hiện ra Sao Thổ lẫn kẻ "nghiệp dư" như ta đều giống nhau ở chỗ: các khái niệm "ngôi sao, hành tinh, hình tròn, vòng đai, Sao Thổ"... đều là những "sản phẩm" của đầu óc con người! Và xin nhớ: Sao Thổ đã biến đổi dần dần trong quá trình nhận thức của ta và hướng theo đầu óc ta như Kant nói, song tự thân Sao Thổ không hề biến đổi gì cả.
Chữ "tự thân" xuất hiện có vẻ ngẫu nhiên, nhưng thật ra ta đã chạm đến giây thần kinh trung tâm của triết học Kant: đó là khái niệm về "vật tự thân" (Ding an sich) và sự phân biệt giữa "vật-tự thân" với "hiện tượng" (Erscheinung). Giống như ta không thể biết gì về "Sao Thổ tự-thân" (theo Kant, kể cả khi ta đổ bộ lên Sao Thổ và nghiên cứu cặn kẽ về nó), ta cũng không thể biết gì về "tự thân" của mọi sự vật khác, vì chúng nằm ngoài giác quan lẫn trí óc của ta. Vậy, theo Kant, ta chỉ có thể phát biểu về sự vật những gì do chính đầu óc ta "sản xuất ra", hoặc theo cách nói của ông: những gì do giác tính mang lại cho ta như là hiện tượng. Câu then chốt ở đây là: "cho rằng các đối tượng – hay dùng một từ đồng nghĩa: kinh nghiệm, trong đó các đối tượng được mang lại cho ta và được nhận thức – phải phù hợp với các khái niệm của ta"... (BXVIII).
Như thế thì từ tầm nhìn của chính mình, con người không thể nào biết được "vật tự thể" là gì. Đối với con người, một vật tự thể - như một trí huệ thiêng liêng có thể nhận thức được nó - không hơn gì một quan niệm về một thực chất có thể nằm sau những gì ông ta nhận thức. Ngay cả việc muốn biết hiện thực đứng sau một "vật tự thể" cũng vô nghĩa; chúng chung quy chỉ là những khái niệm đơn thuần và con người cũng không thể biết được rằng chúng có những hiện thực tương đương đứng phía sau hay không, hay chỉ là những khái niệm vạch rõ tính hạn chế của tri thức loài người. Nhưng, "vật tự thể" như một khái niệm cực biên có thể giúp con người nhận thức được khả năng của mình, biết được giới hạn của tri thức và không phạm lỗi đưa nhận thức của mình lên cấp bậc tuyệt đối. Ngay cả những khái niệm giác tính thuần tuý (reine Verstandesbegriffe) hoặc khái niệm lý tính thuần tuý (reine Vernunftbegriffe) cũng không thể tiếp cận được chân lý tuyệt đối.

## Các quan điểm đối lập

### Quan điểm Duy tâm của Hegel
Chủ nghĩa duy tâm Đức phản đối khái niệm vật tự thể. Hegel cho rằng, việc thừa nhận một "bản tính" (Wesen) không thể được nhận thức vốn nằm sau thế giới đang trình hiện trước chúng ta như Kant đã làm là một điều không có căn cứ. Hậu quả của nó sẽ là tính bất khả tri tuyệt đối của thế giới, một sự sai biệt không thể được khắc phục. Tư tưởng triết học của Hegel chính là sự nỗ lực vượt qua sự sai biệt này.
Xem thêm: Hegel, Chủ nghĩa Duy tâm

### Phê phán của chủ nghĩa thực chứng
Nhìn từ quan điểm của chủ nghĩa chứng thực (Positivismus) thì tư duy về cái "vật tự thể" là một vấn đề hư ảo (Scheinproblem) cổ điển. Vật tự thể không thể là đối tượng của một bộ môn khoa học vốn đi theo những thông tin được thu thập. Chính việc đề ra khái niệm này tạo ra tất cả những vấn đề đi cùng với nó. Không dùng khái niệm này đồng nghĩa với việc giải quyết những vấn đề này.